# لامگو
لامگو (Lamego) نام شهری در شمال کشور پرتغال است که ۲۷٬۰۵۴ نفر ساکن دارد و ۱۷٬۰۰۰ آن در منطقهٔ شهری زندگی می‌کند.